# Alouate
Alouatta · Singes hurleurs, Hurleurs
Pour les articles homonymes, voir Hurleur.
Sous-famille
Genre
Les alouates (Alouatta), singes hurleurs ou hurleurs, sont un genre de singes du Nouveau Monde d'Amérique tropicale.
Ils constituent la sous-famille des Alouattinae dans la classification classique ; ce groupe ne comprend qu'un seul genre Alouatta d'espèce vivante. Notre conception de leur position sur l'arbre phylogénétique a changé avec les récentes études sur l'ADN de ces animaux. Ces changements ont été validés par le congrès d'Orlando (Floride) en 2000, et dans la classification admise, les alouates sont alors considérés membres de la famille des Atelidae.
Leur pelage est dense et long

## Description
Leur couleur varie selon les espèces (Hurleur roux, Hurleur noir, Hurleur brun…). Ce sont les seuls Platyrrhini à bénéficier de la vision en trichromie.
Il existe plusieurs espèces comme singe Hurleur à Manteau, Hurleur à mains Rousses, Hurleur Brun, Hurleur Roux, Hurleur Noir et le Hurleur du Guatemala. Ce singe mesure 50 à 70 cm avec la queue préhensile qui est nue comme une main et aplatie à son extrémité. Il s'en sert comme d'un cinquième membre pouvant soutenir la totalité du poids de son corps, soit environ 15 kg. Il l'utilise surtout pour se caler quand il se nourrit.
Les singes hurleurs sont herbivores et frugivore. Les femelles peuvent avoir un bébé à 36 mois et les mâles à 42 mois. La femelle peut avoir un petit et il faut compter environ 186 jours de gestation.

### Communication
Ce singe hurle chaque matin, on l’entend à environ 4,8 km, et quand il combat avec d'autres singes hurleurs, ils se battent à coups de hurlements. L'os hyoïde de cette famille présente une particularité très franche avec une hypertrophie en « en gobelet » qui entre pour une part dans la production sonore très particulière qui a inspiré le nom vernaculaire de singes hurleurs. Un clan de singes est composé d'environ 2 à 7 membres avec généralement 1 à 2 mâles pour 5 à 6 femelles.

## Distribution

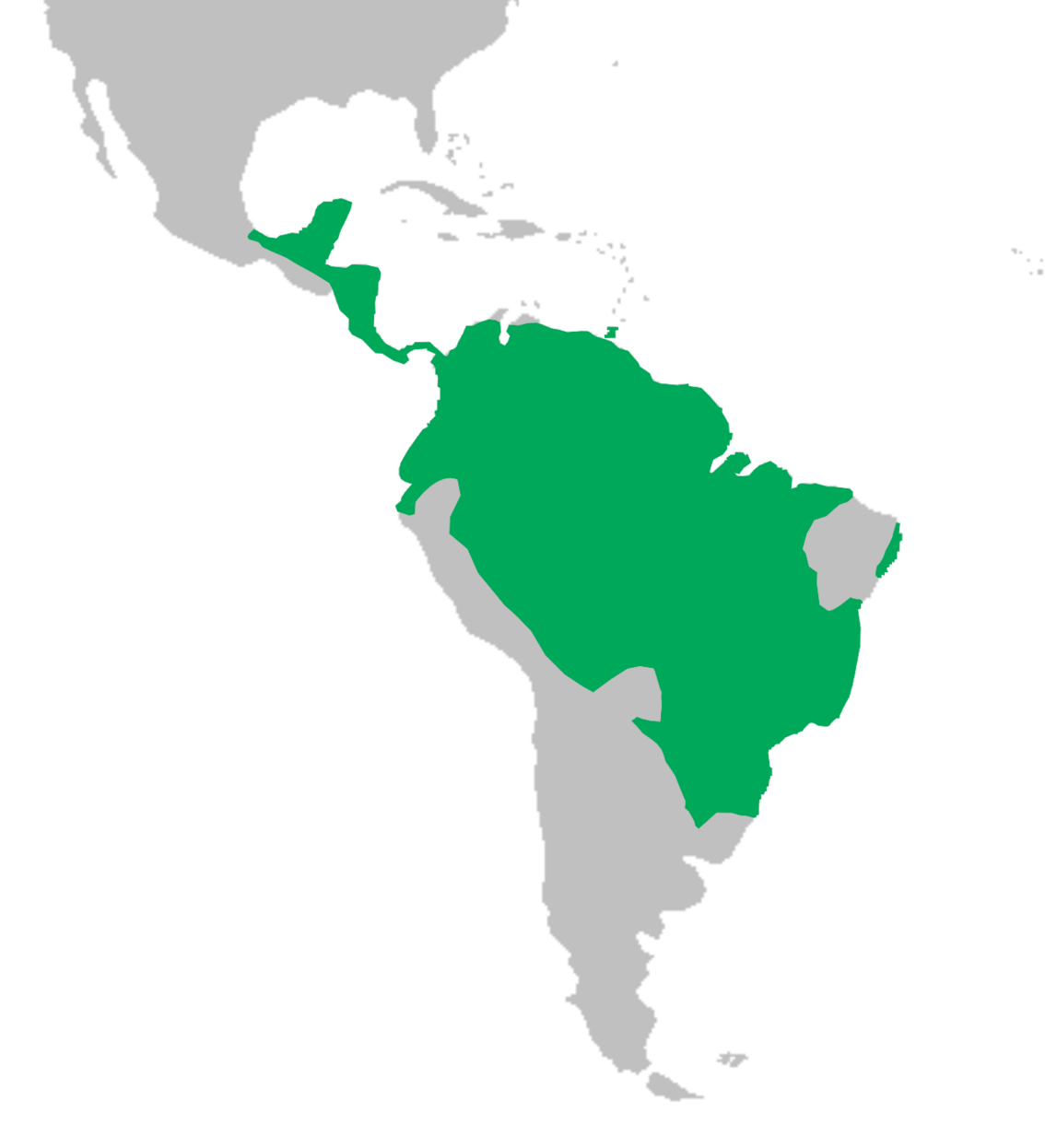
Carte de répartition des Alouatta

On retrouve les différentes espèces de singes hurleurs en Amérique centrale et Amérique du sud.

## Liste des espèces

Alouatta seniculus

D'après l'ouvrage Handbook of the Mammals of the World en 2013 :
- Alouatta belzebul (Linnaeus, 1766) — Hurleur aux mains rousses
- Alouatta seniculus (Linnaeus, 1766) — Hurleur roux (du Venezuela)
- Alouatta caraya (Humboldt, 1812) — Hurleur noir
- Alouatta guariba (Humboldt, 1812) — Hurleur brun
- Alouatta discolor (Spix, 1823)
- Alouatta palliata (Gray, 1849) — Hurleur à manteau
  - La sous-espèce Alouatta palliata coibensis Thomas, 1902, est reconnue par certains auteurs comme une espèce à part entière (Alouatta coibensis)  — Hurleur de l'île Coïba
- Alouatta macconnelli Elliot, 1910 — Singe hurleur roux[4] ou Hurleur des Guyanes
- Alouatta sara Elliot, 1910 - Hurleur de Bolivie
- Alouatta ululata Elliot, 1912
- Alouatta pigra Lawrence, 1933 — Hurleur du Guatemala
- Alouatta arctoidea Cabrera, 1940
- Alouatta nigerrima Lönnberg, 1941